# Горња Бадања
Горња Бадања је насељено место града Лознице у Мачванском округу. Према попису из 2022. било је 311 становника.

## Галерија
- Сеоска школа
- Сеоска школа
- Сеоска школа

## Демографија
У насељу Горња Бадања живи 493 пунолетна становника, а просечна старост становништва износи 44,4 година (42,6 код мушкараца и 46,4 код жена). У насељу има 203 домаћинства, а просечан број чланова по домаћинству је 2,95.
Ово насеље је великим делом насељено Србима (према попису из 2002. године), а у последња три пописа, примећен је пад у броју становника.
|  |

| Демографија | Демографија | Демографија |
| Година      | Становника  | Становника  |
| ----------- | ----------- | ----------- |
| 1948.       | 1.324       |             |
| 1953.       | 1.289       |             |
| 1961.       | 1.246       |             |
| 1971.       | 1.077       |             |
| 1981.       | 901         |             |
| 1991.       | 688         | 685         |
| 2002.       | 598         | 605         |
| 2011.       | 461         |             |
| 2022.       | 311         |             |

| Етнички састав према попису из 2002.‍ | Етнички састав према попису из 2002.‍ | Етнички састав према попису из 2002.‍ | Етнички састав према попису из 2002.‍ | Етнички састав према попису из 2002.‍ |
| ------------------------------------ | ------------------------------------ | ------------------------------------ | ------------------------------------ | ------------------------------------ |
|                                      |                                      |                                      |                                      |                                      |
| Срби                                 | Срби                                 |                                      | 596                                  | 99,66%                               |
| Црногорци                            | Црногорци                            |                                      | 1                                    | 0,16%                                |
| Албанци                              | Албанци                              |                                      | 1                                    | 0,16%                                |
| непознато                            | непознато                            |                                      | 0                                    | 0,0%                                 |

| Година пописа     | 1948. | 1953. | 1961. | 1971. | 1981. | 1991. | 2002. |
| ----------------- | ----- | ----- | ----- | ----- | ----- | ----- | ----- |
| Број домаћинстава | 232   | 244   | 245   | 228   | 234   | 219   | 203   |

| Број чланова      | 1  | 2  | 3  | 4  | 5  | 6  | 7 | 8 | 9 | 10 и више | Просек |
| ----------------- | -- | -- | -- | -- | -- | -- | - | - | - | --------- | ------ |
| Број домаћинстава | 51 | 52 | 37 | 22 | 15 | 16 | 7 | 3 | 0 | 0         | 2,95   |

| Пол    | Укупно | Неожењен/Неудата | Ожењен/Удата | Удовац/Удовица | Разведен/Разведена | Непознато |
| ------ | ------ | ---------------- | ------------ | -------------- | ------------------ | --------- |
| Мушки  | 268    | 73               | 166          | 23             | 6                  | 0         |
| Женски | 239    | 15               | 163          | 56             | 4                  | 1         |
| УКУПНО | 507    | 88               | 329          | 79             | 10                 | 1         |

| Пол    | Укупно                    | Пољопривреда, лов и шумарство | Рибарство                            | Вађење руде и камена | Прерађивачка индустрија       |
| ------ | ------------------------- | ----------------------------- | ------------------------------------ | -------------------- | ----------------------------- |
| Мушки  | 232                       | 186                           | 0                                    | 0                    | 23                            |
| Женски | 186                       | 175                           | 0                                    | 0                    | 2                             |
| УКУПНО | 418                       | 361                           | 0                                    | 0                    | 25                            |
| Пол    | Производња и снабдевање   | Грађевинарство                | Трговина                             | Хотели и ресторани   | Саобраћај, складиштење и везе |
| Мушки  | 2                         | 9                             | 1                                    | 0                    | 2                             |
| Женски | 1                         | 0                             | 3                                    | 0                    | 0                             |
| УКУПНО | 3                         | 9                             | 4                                    | 0                    | 2                             |
| Пол    | Финансијско посредовање   | Некретнине                    | Државна управа и одбрана             | Образовање           | Здравствени и социјални рад   |
| Мушки  | 0                         | 1                             | 0                                    | 4                    | 1                             |
| Женски | 0                         | 0                             | 1                                    | 3                    | 0                             |
| УКУПНО | 0                         | 1                             | 1                                    | 7                    | 1                             |
| Пол    | Остале услужне активности | Приватна домаћинства          | Екстериторијалне организације и тела | Непознато            | Непознато                     |
| Мушки  | 0                         | 0                             | 0                                    | 3                    | 3                             |
| Женски | 0                         | 0                             | 0                                    | 1                    | 1                             |
| УКУПНО | 0                         | 0                             | 0                                    | 4                    | 4                             |